# Lepomis microlophus
Lepomis microlophus са вид дребни лъчеперки от семейство Слънчеви рибки (Centrarchidae). Първоначално обитават сладководните водоеми в югоизточната част на Съединените щати, но тъй като са популярен обект на спортен риболов, са интродуцирани в цяла Северна Америка.
Lepomis microlophus са жълто-зелени по коремната страна и по-тъмни по гърба. Мъжките имат характерно черешово червено, а женските – оранжево оцветяване по хрилете. Обикновено достигат дължина 20-24 cm, като максималната регистрирана дължина е 43,2 cm.
Живеят главно по дъното на застояли и бавнотечащи водоеми, като се хранят основно с водни охлюви. Здравите фарингеални зъби, разположени в гърлото, служат за раздробяване на черупките, като рибата може да отваря дори по-дребни сладководни миди.